# Meeples’ Choice Award
Der Meeples’ Choice Award ist ein Spielepreis für Brett- und Kartenspiele, bewertet von der Internet-Diskussionsgruppe „Spielfreeks“.  Meeple sind Spielfiguren.

## Entscheidungsforum
Die original Yahoo-Groups-Diskussionsgruppe „Spielfreeks“ war die im Januar 2000 von Stephen Glenn und Mark Johnson gegründet wurde. Das Narkive-Mailinglisten-Archiv für Spielfrieks wurde am 1. November 2013 ins Leben gerufen. Larry Levy verwaltet seit 2003 die Meeples Choice Awards für die Spielfrieks-Benutzergruppe. Nach der Schließung von Yahoo Groups im Jahr 2020 hat sich die Kernwählerschaft der Auszeichnung neu organisiert, mit dem ausdrücklichen Ziel, weiterhin jedes Jahr über die Auszeichnung abzustimmen.

## Spiele-Auszeichnungen
Im Jahr 2001 wurden eine Reihe von „retrospektiven Umfragen“ unter den Spielfrieks-Mitgliedern durchgeführt, wobei die Auszeichnungen bis ins Jahr 1995 zurückreichten. Dieses Jahr wurde im Rückblick als passender Ausgangspunkt gewählt, denn in diesem Jahr erschien das Spiel „Die Siedler von Catan“, das maßgeblich zur Wiederbelebung der Brettspiele in den USA beigetragen haben soll.
Seit den „Retrospective Awards“ wird der Meeples’ Choice Award jährlich an die drei beliebtesten Brettspiele verliehen, die im Vorjahr auf den Markt gekommen sind. Jedes Mitglied des Spielfrieks-Diskussionskreises kann abstimmen. Die Abstimmung findet jedes Jahr im Mai statt.

## Preisträger
2018 – 2017 – 2016 – 2015 – 2014 – 2013 – 2012 – 2011 – 2010 – 2009 – 2008 – 2007 – 2006 – 2005 – 2004 – 2003 – 2002 – 2001 – 2000 – 1999 – 1998 – 1997 – 1996 – 1995
| Jahr | Spiel                                 | Autor(en)                                                | Ref           |
| ---- | ------------------------------------- | -------------------------------------------------------- | ------------- |
| 1995 | Die Siedler von Catan                 | Klaus Teuber                                             | [ 5 ]         |
| 1995 | El Grande                             | Wolfgang Kramer, Richard Ulrich                          | [ 5 ]         |
| 1995 | Medici                                | Reiner Knizia                                            | [ 5 ]         |
| 1996 | Entdecker                             | Klaus Teuber                                             | [ 6 ]         |
| 1996 | Expedition                            | Wolfgang Kramer                                          | [ 6 ]         |
| 1996 | Carabande                             | Jean du Poël                                             | [ 6 ]         |
| 1997 | Euphrat & Tigris                      | Reiner Knizia                                            | [ 7 ]         |
| 1997 | Bohnanza                              | Uwe Rosenberg                                            | [ 7 ]         |
| 1997 | Showmanager                           | Dirk Henn                                                | [ 7 ]         |
| 1998 | Durch die Wüste                       | Reiner Knizia                                            | [ 8 ]         |
| 1998 | Elfenland                             | Alan R. Moon                                             | [ 8 ]         |
| 1998 | Samurai                               | Reiner Knizia                                            | [ 8 ]         |
| 1999 | Lost Cities                           | Reiner Knizia                                            | [ 9 ]         |
| 1999 | Ra                                    | Reiner Knizia                                            | [ 9 ]         |
| 1999 | Union Pacific                         | Alan R. Moon                                             | [ 9 ]         |
| 2000 | Carcassonne                           | Klaus-Jürgen Wrede                                       | [ 10 ]        |
| 2000 | Ohne Furcht und Adel / Citadels       | Bruno Faidutti                                           | [ 10 ]        |
| 2000 | Die Fürsten von Florenz               | Wolfgang Kramer, Richard Ulrich, Jens Christopher Ulrich | [ 10 ]        |
| 2001 | San Marco                             | Alan R. Moon, Aaron Weissblum                            | [ 11 ]        |
| 2001 | Wyatt Earp                            | Richard Borg, Mike Fitzgerald                            | [ 11 ]        |
| 2001 | Royal Turf                            | Reiner Knizia                                            | [ 11 ]        |
| 2002 | Puerto Rico                           | Andreas Seyfarth                                         | [ 12 ]        |
| 2002 | Age of Steam                          | Martin Wallace                                           | [ 12 ]        |
| 2002 | Der Herr der Ringe – Die Entscheidung | Reiner Knizia                                            | [ 12 ]        |
| 2003 | Santiago                              | Claudia Hely, Roman Pelek                                | [ 13 ]        |
| 2003 | Attika                                | Marcel-André Casasola Merkle                             | [ 13 ]        |
| 2003 | Amun-Re                               | Reiner Knizia                                            | [ 13 ]        |
| 2004 | Zug um Zug                            | Alan R. Moon                                             | [ 14 ]        |
| 2004 | Funkenschlag                          | Friedemann Friese                                        | [ 14 ]        |
| 2004 | Goa                                   | Rüdiger Dorn                                             | [ 14 ]        |
| 2005 | Caylus                                | William Attia                                            | [ 15 ]        |
| 2005 | Louis XIV                             | Rüdiger Dorn                                             | [ 15 ]        |
| 2005 | Schatten über Camelot                 | Bruno Cathala, Serge Laget                               | [ 15 ]        |
| 2006 | Blue Moon City                        | Reiner Knizia                                            | [ 16 ]        |
| 2006 | Thurn und Taxis                       | Andreas Seyfarth, Karen Seyfarth                         | [ 16 ]        |
| 2006 | Yspahan                               | Sébastien Pauchon                                        | [ 16 ]        |
| 2007 | Race for the Galaxy                   | Thomas Lehmann                                           | [ 17 ] [ 18 ] |
| 2007 | Agricola                              | Uwe Rosenberg                                            | [ 17 ] [ 18 ] |
| 2007 | Kohle: Mit Volldampf zum Reichtum     | Martin Wallace                                           | [ 17 ] [ 18 ] |
| 2008 | Dominion                              | Donald X. Vaccarino                                      | [ 19 ]        |
| 2008 | Pandemie                              | Matt Leacock                                             | [ 19 ]        |
| 2008 | Le Havre                              | Uwe Rosenberg                                            | [ 19 ]        |
| 2009 | Magister Navis                        | Carl de Visser, Jarratt Gray                             | [ 20 ]        |
| 2009 | Hansa Teutonica                       | Andreas Steding                                          | [ 20 ]        |
| 2009 | Small World                           | Philippe Keyaerts                                        | [ 20 ]        |
| 2010 | 7 Wonders                             | Antoine Bauza                                            | [ 21 ]        |
| 2010 | Innovation                            | Carl Chudyk                                              | [ 21 ]        |
| 2010 | London                                | Martin Wallace                                           | [ 21 ]        |
| 2011 | Die Burgen von Burgund                | Stefan Feld                                              | [ 22 ] [ 23 ] |
| 2011 | Ora et Labora                         | Uwe Rosenberg                                            | [ 22 ] [ 23 ] |
| 2011 | A Few Acres of Snow                   | Martin Wallace                                           | [ 22 ] [ 23 ] |
| 2012 | Terra Mystica                         | Jens Drögemüller, Helge Ostertag                         | [ 24 ] [ 25 ] |
| 2012 | Tzolk'in: Der Maya-Kalender           | Simone Luciani, Daniele Tascini                          | [ 24 ] [ 25 ] |
| 2012 | Keyflower                             | Sebastian Bleasdale, Richard Breese                      | [ 24 ] [ 25 ] |
| 2013 | Russian Railroads                     | Helmut Ohley, Leonhard Orgler                            | [ 26 ]        |
| 2013 | Bora Bora                             | Stefan Feld                                              | [ 26 ]        |
| 2013 | Concordia                             | Mac Gerdts                                               | [ 26 ]        |
| 2014 | Roll for the Galaxy                   | Wei-Hwa Huang, Thomas Lehmann                            | [ 27 ]        |
| 2014 | Die Schlösser des König Ludwig        | Ted Alspach                                              | [ 27 ]        |
| 2014 | Splendor                              | Marc André                                               | [ 27 ]        |
| 2015 | Codenames                             | Vlaada Chvátil                                           | [ 28 ] [ 29 ] |
| 2015 | Food Chain Magnate                    | Jeroen Doumen, Joris Wiersinga                           | [ 28 ] [ 29 ] |
| 2015 | Auf den Spuren von Marco Polo         | Simone Luciani, Daniele Tascini                          | [ 28 ] [ 29 ] |
| 2016 | Terraforming Mars                     | Jacob Fryxelius                                          | [ 30 ]        |
| 2016 | Great Western Trail                   | Alexander Pfister                                        | [ 30 ]        |
| 2016 | Yokohama                              | Hisashi Hayashi                                          | [ 30 ]        |
| 2017 | Azul                                  | Michael Kiesling                                         | [ 31 ] [ 32 ] |
| 2017 | Heaven & Ale                          | Michael Kiesling, Andreas Schmidt                        | [ 31 ] [ 32 ] |
| 2017 | Gaia Project                          | Jens Drögemüller, Helge Ostertag                         | [ 31 ] [ 32 ] |
| 2018 | Die Quacksalber von Quedlinburg       | Wolfgang Warsch                                          | [ 33 ]        |
| 2018 | Teotihuacan                           | Daniele Tascini                                          | [ 33 ]        |
| 2018 | Brass: Birmingham                     | Gavan Brown, Matt Tolman, Martin Wallace                 | [ 33 ]        |
| 2019 | The Crew: The Quest for Planet Nine   | Thomas Sing                                              | [ 34 ] [ 35 ] |
| 2019 | Res Arcana                            | Thomas Lehmann                                           | [ 34 ] [ 35 ] |
| 2019 | Maracaibo                             | Alexander Pfister                                        | [ 34 ] [ 35 ] |
| 2020 | Beyond the Sun                        | Dennis K. Chan                                           | [ 36 ]        |
| 2020 | Lost Ruins of Arnak                   | Lost Ruins of Arnak                                      | [ 36 ]        |
| 2020 | Dune: Imperium                        | Paul Dennen                                              | [ 36 ]        |
| 2021 | Ark Nova                              | Mathias Wigge                                            | [ 37 ]        |
| 2021 | Cascadia                              | Randy Flynn                                              | [ 37 ]        |
| 2021 | The Crew: Mission Deep Sea            | Thomas Sing                                              | [ 37 ]        |
| 2022 | Heat: Pedal to the Metal              | Asger Harding Granerud unt Daniel Skjold Pedersen        | [ 38 ] [ 39 ] |
| 2022 | Cat in the Box: Deluxe Edition        | Muneyuki Yokouchi                                        | [ 38 ] [ 39 ] |
| 2022 | Challengers!                          | Johannes Krenner unt Markus Slawitscheck                 | [ 38 ] [ 39 ] |
| 2023 | Nucleum                               | Simone Luciani und David Turczi                          | [ 40 ] [ 41 ] |
| 2023 | Earth                                 | Maxime Tardif                                            | [ 40 ] [ 41 ] |
| 2023 | Sky Team                              | Luc Remond                                               | [ 40 ] [ 41 ] |
| 2023 | The White Castle                      | Israel Cendrero und Sheila Santos                        | [ 40 ] [ 41 ] |